# 峇株巴辖拿督赛依瑟国民中学

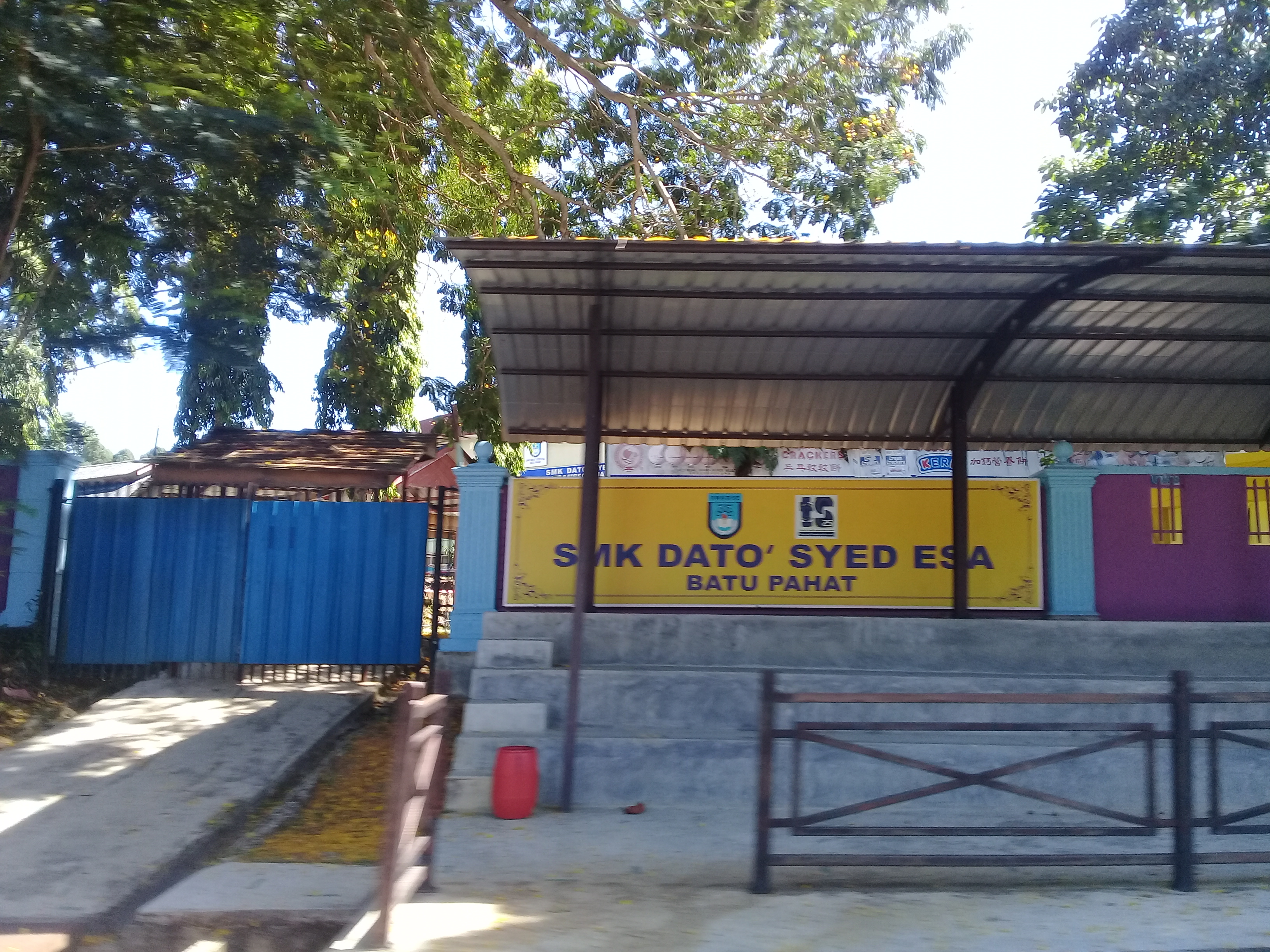
峇株巴辖拿督赛依瑟国民中学

峇株巴辖拿督赛依瑟国民中学（英語：SMK Dato' Syed Esa）位于马来西亚柔佛州峇株巴辖县市区的學校。附近住宅区有峇株苏雅花园，班台花园等，也因为如此，該校学生多为以上居民。該校学生多数为华裔学生，占了70%左右。

## 校史
峇株巴辖拿督赛依瑟国民中学原名峇株巴辖水池路国民中学（SMKA）创办于1962年5月8日。创校初期，該校寄宿于峇株吧辖高级中学（High School Batu Pahat）。当时該校因“培育精英学校计划”，用作收容那些在初中评估考试，MSSEE（现名UPSR）成绩不理想的学生（即马来语和英语不及格）。
1964年，初中评估考试及“培育精英学校”计划被政府废除。纯马来校（以马来文为媒介语）的男学生被分配到拿督文达拉鲁哇国中（Sekolah Dato Bentara Luar, SDBL）, 女同学则被分配到敦阿敏那女中（Sekolah Tun Aminah, STA）；英校生则继续就读水池路国中。当时水池路国中（Sekolah Menengah Kolam Air）已经换名成为Secondary English School, SES，并寄宿于居銮路华南国民型小学（SJKC HUA NAN）。
当时的英语初级中学1，SMR1（Sekolah Menengah Rendah 1, 现文西苏莱曼国中，SMK Munshi Sulaiman, SMKMS）创校，并寄宿在居銮路华南国民中学。故此，1967年，該校再次寄宿在峇株高级中学，并再度被更名为SMI2（Sekolah Menengah Inggeris 2）。经过多次的搬迁（1970年曾寄宿在SDBL），1973年6月1日，水池路国中终于有了自己的校园，名为水池路国中（SMKA）。当时該校有592名学生及27名教员。第一任校长是哥巴星（En. Gorbax Singh）

### 历届校长
- 第一任校长 - En. Gorbax Singh (1962-1980)
- 第二任校长 - En. Tan Eng Soon (1980-1984)
- 第三任校长 - Tn.Hj.Paiman b.Hussin （1984-1/2/1988）
- 第四任校长 - En.Ab.Rahim b.Omar (1/2/1988 - 1/3/1989)
- 第五任校长 - En.V.Sathasivam （1/3/1989 - 1/2/1995）
- 第六任校长 - Tn.Hj.Mokhtar B.Siram （1/2/1995 - 16/12/1998）
- 第七任校长 - Pn.Hjh.Alimah Abd.Shani （16/12/1998 - 1/8/2001）
- 第八任校长 - Pn.Hjh.Salbiah Bt Yahya （1/8/2001 - 28/9/2007）
- 第九任校长 - Tn. Hj. Fauzan B. Sukimi (29/9/2007至今）

## 概况
目前学校拥有大约1850名学生及93名教员。拿督赛依瑟国中目前实行上下午班制。即预备班至中二就读下午班；中三至中五的学生则就读早上班。学校也备有“特别教育班”，及提供教学于有听觉障碍的学生。拿督赛依瑟国中也是间寄宿学校。目前共有137名寄宿生寄宿在水池路国中的宿舍。

## 基本建设
目前拿督赛依瑟国中拥有峇株县国民中学中设备最完善的图书馆，也是拥有最多的中文藏书的国中图书馆。另外，SMKA新的合作社也在2008年正式建峻，是全柔佛州最大的合作社。拿督赛依瑟国中拥有5栋教室大楼，共有大约50间教室，包括化学实验室、生物实验室、物理实验室和4间普通科学实验室。拿督赛依瑟国中也设有3所会议室供大型会议、论坛、研讨会使用。礼堂则可容纳大约2千人。
在体育设备方面，拿督赛依瑟国中拥有1个篮球场、1个草地保龄球场、一个足球场和2个网球场。

## 课外活动
目前拿督赛依瑟国中拥有大约45个各类型的社团、俱乐部及8支制服团体，分别是童子军、女童军、圣约翰救伤队、红新月会、少年兵团、学警部队、少年消防部队及Puteri Islam。

### 体育成就
拿督赛依瑟国中已经连续7年获得峇株县学联田径赛（MSSMDBP）的总冠军，并有多名田径选手获选代表州属参与全国赛。在高尔夫球方面，更有学生代表参与国际区域赛。該校也在乒乓、羽球、国际象棋、空手道、草地保龄球、保龄球等运动中有杰出的表现，其中保龄球更曾经在2002年打入全国赛。

## 第三度换名
于2008年8月中旬，峇株巴辖水池路国民中学（SMKA）再度换名，正式命名为峇株巴辖拿督赛依瑟国民中学（SMK Dato' Syed Esa）。这次的更名是由第九任校长Tn. Hj Fauzan Bin Sukimi主导，目的为纪念已故拿督赛依瑟对峇株教育界的贡献。虽然本次换名遭到众多师生们的反对，甚至展开了网络和平签名请愿，然而水池路国中始终难以逃过换名的命运。

## 翻译来源
- 水池路国中非官方网站 （页面存档备份，存于）